# Flakpanzer IV/2 cm Vierling Wirbelwind
El Flakpanzer IV Wirbelwind (Remolí) era una peça d'artilleria autopropulsada antiaèria que va fer servir la Wehrmacht durant la Segona Guerra Mundial.

## Característiques
Estava basat en el disseny del Panzer IV Va ser dissenyat el 1944 i va ser el successor del Möbelwagen.
La torreta del Panzer IV es va retirar i es va substituir per una torreta enneàgonal oberta al sostre que allotjava un 2 cm Flakvierling 38. Hauria estat preferible un disseny de torreta tancada, però això no era possible a causa del fum generat pel canons. A més del seu paper d'arma antiaèria, la seva configuració de 4 canons automàtics el feia molt eficaç contra vehicles lleugers i la infanteria. Tot i això, es creia que el calibre de 2 cm. ja no tenia prou potencia efectiva pel combat i es va substituir pel Flakpanzer IV Ostwind que estava equipat amb un canó 3,7 cm Flak 43.
Es van construir entre 87 i 105 Wirbelwinds aprofitant els xassís reparats de Panzer IV, però hi ha discrepàncies entre els números de producció d'Ostbau Werke i els arxius de la Wehrmacht.